# روني لوت
روني لوت (بالإنجليزية: Ronnie Lott)‏ هو لاعب كرة قدم أمريكية أمريكي، ولد في 8 مايو 1959 في ألباكركي في الولايات المتحدة.

## وصلات خارجية
- روني لوت على موقع كلية كرة السلة في سبورتس رفرنس.كوم (الإنجليزية)
- روني لوت على موقع مرجع كرة القدم المحترفة.كوم (الإنجليزية)
- روني لوت على موقع قاعة كاليفورنيا للمشاهير الرياضية (الإنجليزية)
- روني لوت على موقع الموسوعة البريطانية (الإنجليزية)
- روني لوت على موقع ميوزك برينز (الإنجليزية)
- روني لوت على موقع إن إن دي بي (الإنجليزية)